# Hell in a Cell 2009
Hell in a Cell 2009 was een professioneel worstel-pay-per-viewevenement dat geproduceerd werd door World Wrestling Entertainment (WWE). Dit evenement was de eerste editie van Hell in a Cell en vond plaats in de Prudential Center in Newark, New Jersey op 4 oktober 2009. Superstars van Raw en SmackDown namen hieraan deel. De naam werd gekozen door fans via de officiële site van WWE. Hell in a Cell werd verkozen boven No Escape, Lock Up en Rage in a Cage. Er vonden in totaal acht wedstrijden plaats.
De show was wat bekendstaat als een supercard, met meer dan één 'main event'. Het concept van Hell in a Cell houdt in dat elke main event een Hell in a Cell match is. De main events waren D-Generation X, Triple H en Shawn Michaels vs. The Legacy, Cody Rhodes en Ted DiBiase, Randy Orton vs. John Cena voor de WWE Championship en The Undertaker vs CM Punk voor de World Heavyweight Championship.
De andere wedstrijden waren John Morrison vs. Dolph Ziggler voor de WWE Intercontinental Championship, Mickie James vs Alicia Fox voor de WWE Divas Championship, Chris Jericho en The Big Show vs Batista and Rey Mysterio voor de Unified WWE Tag Team Championships, Drew McIntyre vs. R-Truth en Kofi Kingston, The Miz en Jack Swagger in een Triple Threat match voor de WWE United States Championship.
De pay-per-view werd ongeveer 300.000 maal gekocht, wat meer is dan de 261.000 van No Mercy 2008. Een tweede Hell in a Cell PPV is gepland voor 3 okteber 2010 in de American Airlines Center in Dallas, Texas.

## Matchen
| Nr.                                                                          | Match | Winnaar(s)          |
| ---------------------------------------------------------------------------- | --- | ------------------- |
| -                                                                            | Mike Knox vs. Matt Hardy in een een-op-eenmatch                                                                          | Matt Hardy          |
| 1                                                                            | CM Punk (c) vs. The Undertaker in een Hell in a Cell match voor het WWE World Heavyweight Championship                   | The Undertaker (nc) |
| 2                                                                            | John Morrison (c) vs. Dolph Ziggler in een een-op-eenmatch voor het WWE Intercontinental Championship                    | John Morrison (c)   |
| 3                                                                            | Mickie James (c) vs. Alicia Fox in een een-op-eenmatch voor het WWE Divas Championship                                   | Mickie James (c)    |
| 4                                                                            | Jeri-Show (c) vs. Batista & Rey Mysterio in een tag team Hell in a Cell match voor het Unified WWE Tag Team Championship | Jeri-Show (c)       |
| 5                                                                            | John Cena (c) vs. Randy Orton in een Hell in a Cell match voor het WWE Championship                                      | Randy Orton (nc)    |
| 6                                                                            | R-Truth vs. Drew McIntyre in een een-op-eenmatch                                                                         | Drew McIntyre       |
| 7                                                                            | Kofi Kingston (c) vs. Jack Swagger vs. The Miz in een Triple Threat match voor het WWE United States Championship        | Kofi Kingston (c)   |
| 8                                                                            | D-Generation X vs. The Legacy in een tag team Hell in a Cell match                                                       | D-Generation X      |
| (c) huidige kampioen voor en na de match \| (nc) nieuwe kampioen na de match | |                     |